# Donowe

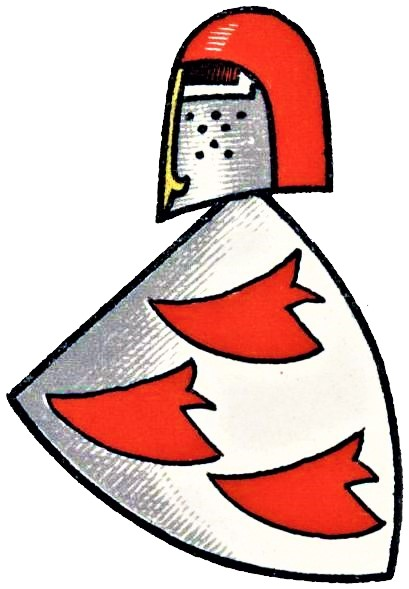
Wappen derer von Donowe im Wappenbuch des Westfälischen Adels

Donowe ist der Name eines westfälischen Adelsgeschlechts.
Das Geschlecht ist stammesverwandt mit den wappengleichen, in derselben Region ansässigen von dem Bussche.

## Geschichte
Namensgebender Stammsitz der Herren von Donowe war ein Haus in Donowe (heute: Dono), inzwischen ein Ortsteil von Rödinghausen-Bieren, ehemals Grafschaft Ravensberg. Dort im Kirchspiel Rödinghausen hatten die Donowe im 14. Jahrhundert weitere Häuser und Lehen im Besitz.
Bereits 1251 erscheint ein Hartwicus de Donowe als Zeuge in einer Urkunde. 1316 verpfändete Graf Otto IV. von Ravensberg († 1328) dem Knappen Gerhardo de Donowe, dessen Frau Sophye und deren Erben für 38 Mark das Wortgeld in der Altstadt Bielefeld, die untere Mühle und die Mühle in Freudenau. Die Tochter der Eheleute, Elisabeth, wurde 1312 als Ministeriale vom Grafen Otto IV. von Ravensberg an Graf Otto V. von Tecklenburg getauscht.
Bereits 1361 waren die Herren von Donowe offenbar nicht mehr im Besitz ihrer Stammburg. In jenem Jahr verpflichtete sich Detmode, Witwe des Gerds von Pape, mit ihrem Sohn Wessel dem Stift Herford Gelder aus ihrem Gut Stenhof im Dort Donowe zu bezahlen. Danach wird das Gut Donowe nicht mehr erwähnt. Die Herren von Donowe kommen jedoch noch bis Mitte des 15. Jahrhunderts vor. 1461 verkauften Arnd und sein Sohn Dietrich von Donowe, beide Knappen, ein Haus an das Kloster Quernheim.

## Wappen
Blasonierung: In Silber drei (2:1) rote Pflugscharen. Die Helmzier des Wappens der Herren von Donowe ist nicht bekannt.